# Батлер (Миссури)
Батлер (англ. Butler) — город в штате Миссури, окружной центр округа Бейтс.

## Демография
По данным переписи 2000 года на территории муниципалитета проживало 4 219 человек, было 1 723 хозяйств и семей. Плотность населения составляла 421 человек/км2. Из 1 723 хозяйств в 29,2 % проживали дети до 18 лет, супружеских пар, которые жили вместе, было 46,3 %, хозяйств, в которых хозяйка не имела мужа — 10,4 %, хозяйств без семьи — 39,2 %. Владельцы 21,1 % хозяйств имели возраст, который превышал 65 лет, а в 35,2 % хозяйств по крайней мере один человек был старше 65 лет. Количество людей в среднем на хозяйство составляло 2,32, а в среднем на семью 2,97.
Средний годовой доход на хозяйство составил 25 531 долларов США, а на семью — 31 596 долларов США. Мужчины имели средний доход 27 917 долларов, женщины — 18 523 долларов. Доход на душу населения был 15 237 долларов. Примерно 15,4 % семей и 19,4 % населения жили за чертой бедности.

## Известные уроженцы
- Роберт Хайнлайн — писатель-фантаст, упоминал Батлер в рассказе «Реквием»
- Чарльз О'Реар — американский фотограф
- Стэн Волл — бывший игрок Главной лиги бейсбола